# バラカ (キャラクター)
バラカとは、対戦型格闘ゲーム『モータルコンバット』シリーズの登場人物である。
『Mortal Kombat II』（以下『MKII』と表記）で初登場。突然変異を遂げた外界の遊牧民族「飢刃一族（Tarkatan）」のリーダーを務める。飢刃一族は生粋の戦闘民族であり、ショカンやケンタウリアンと外界の領地を巡って争っていた。
『MKII』の最終ボス、シャオ・カーンの忠臣であると同時に、クン・ラオとは因縁関係にある。大きく裂けた口と鋭く並んだ牙が特徴的であり、両腕に格納された鋭利な刃を武器とする。

## キャスト
演者
- リチャード・ディビシオ（『Mortal Kombat II』、『Mortal Kombat Trilogy』）
- デニス・キーファー（映画『モータルコンバット2』
- ラティーフ・クラウダー（短編映画『Mortal Kombat: Rebirth』）
- フレイザー・アイチソン（Webドラマ『Mortal Kombat: Legacy』）

担当声優
- ダン・フォーデン（『Mortal Kombat Gold』）
- Eric Wackerfuss（『Mortal Kombat: Deception』）
- ダン・ワシントン（『Mortal Kombat vs. DC Universe』）
- ボブ・カーター（『Mortal Kombat（2011年版）』）
- グレッグ・イーグルス（『Mortal Kombat X』）
- スティーブン・ブルーム（『Mortal Kombat 11』）

モーションキャプチャー

- Sean Okerberg（『Mortal Kombat vs. DC Universe』）

## ストーリー
Mortal Kombat II
リュウ・カンやクン・ラオの所属するWu Shi Academyを襲撃し、壊滅へと追い込む。人間界の戦士の抹殺を目論むもリュウ・カンらによって阻まれ、カーンの敗北により軍勢は外界へと撤退する。
Mortal Kombat Trilogy
カーンの命を受け外界の統治と反乱鎮圧の任に当たる。カーンの人間界侵略にバラカも軍を率いて参戦するが計画は再び失敗に終わり、主と側近による制裁を恐れたバラカと一族は行方をくらました。
Mortal Kombat Gold
一族とともにほとぼりが冷めるまで各地を転々としていたところ、クァン・チーからの勧誘を受け、シノックによる世界征服の計画に加わることとなる。エンディングでは人間界の戦士を全滅させ、クァン・チーは計画の駒として利用するために従属していた主であるシノックも抹殺し、2人は世界の支配者として君臨する。ある時バラカはクァン・チーの行動に不信感を抱き、意見の衝突から彼に襲い掛かるも、クァン・チーのトリックに嵌められ跡形も無く粉砕された。
Mortal Kombat: Deception
シノックとクァン・チーによる計画が失敗に終わり、あてどなく外界を放浪していたところ、復活したオナガを次なる主として見定める。エデニアの牢獄に収監されていたミレーナを救出し、彼女にエデニアの軍を動かすよう要請する。盟友であるミレーナに信頼を置いていたが、エデニアとボー・ライ・チョーらの連合軍が飢刃一族を襲撃する様を目にし、裏切りが発覚したことで彼女を手にかけた。
Mortal Kombat: Armageddon
エンディングではブレイズを撃破したことで手にした強大な力を振るい、主であるシャオ・カーンやクァン・チーを葬り去り、ミレーナを自身の伴侶とした。
Mortal Kombat X - Mortal Kombat 11
飢刃一族の絶滅政策を採っていたコータル・カーンと激しく対立していたが、キタナの説得に応じ、彼女の軍勢と共闘する。

### 他メディアでの登場
バラカはマリブ・コミックから出版された漫画版にも登場している。
コミック初登場作である Prince of Painでは典型的な脳筋として描かれており、話し言葉も砕けている。
また、1995年には、同社からバラカを主題とした読み切り作品が刊行された。
バラカは2010年にYoutube上で公開された短編映画「Mortal Kombat: Rebirth」に登場している。
同作におけるバラカは患者を死なせしまったことをきっかけに大量殺人犯となった元形成外科医として設定されており、ブラジルの格闘家兼スタントマンのラティーフ・クラウダーが演じている。
「Mortal Kombat: Rebirth」を発展させたウェブシリーズ「Mortal Kombat: Legacy」ではバラカの設定は原作寄りに変更されている。

## セッティング
当初、バラカはロクロウ・クビという名前で、「魔界の蛮族」という設定で第一作に登場する予定だったが、見送りとなった。
第2作に向けたブレインストーミングが行われる中、複数のデザイナーが地元の仮装グッズ店を訪れ、ノスフェラトゥのマスクを見つけた。
このマスクは、牙の代わりに銀色の爪のパーツが歯の部分につけられていた。このマスクは肌に密着していたため、バラカを演じたリチャード・ディビシオはモーションキャプチャーの撮影中にたくさん汗をかいたたと、『MK:D』の特典DVDのインタビューの中で振り返っている。
ジョン・トビアスが最初にデザインしたバラカは、鈎を手にしたスキンヘッドの人間の忍者というデザインだった。
二番目の案は、筋肉質な腕の部分に長いかぎづめを埋め込んだ男性型モンスターというものだったが、印象に欠けるということから、その後のスケッチで同様の要素を持つ『X-MEN』のウルヴァリンに似たデザインに直された。
その後、紅白のチュニックに黒いズボンをはいた黒い総髪の男性というデザインが用意されたが、ベルトの部分にあしらわれた赤い丸が日の丸と紛らわしいということで却下された。
最終的には、三番目のデザインを一部変更した形が採用された。
また、『MKII』の時点では、相手に向かって刃を飛ばす技も用意されていたが、強力すぎるという理由から、製品版への導入は見送られた。
なお、鈎の使い手というアイデアは、『MK3』に登場したカバルに流用された。

## 評価
バラカはGameDailyの醜いキャラトップ10（Top 10 Ugliest Game Characters）の3位に、ハゲキャラトップ25（Top 25 Baldies）の12位にそれぞれランクインしている。
GamePlayBook によるモータルコンバットのキャラクターのランキングでは4位にランクインしており、ランキングの評者は破壊的な武装やフェイタリティの演出を評価している。
アメリカのエンターテインメント専門メディアUGO Networksが2012年に行ったモータルコンバットのキャラクターランキングにおいては7位にランクインしており、評者はフェイタリティとハゲ頭を評価している。